# Jerzy Wilim
Jerzy Antoni Wilim, né le 14 août 1941 à Königshütte et mort le 7 décembre 2014 à Gladbeck en Allemagne, est un footballeur international polonais. Il joue au poste d'attaquant dans les années 1960 et 1970.

## Biographie
Formé au Szombierki Bytom, il y est sacré meilleur buteur du championnat de Pologne en 1964, à égalité avec Lucjan Brychczy et Józef Gałeczka. Il intègre également l'équipe de Pologne, avec laquelle il cumule huit sélections et marque quatre buts entre 1963 et 1969.
Après avoir joué au Górnik Zabrze, puis tenté une première aventure étrangère en jouant deux saisons aux Stormvogels Telstar dans le championnat des Pays-Bas, il rejoint le Stade rennais en février 1976. Âgé de 34 ans à son arrivée, il marque vingt-cinq buts en deux saisons et demie en Bretagne.
Installé en Allemagne, il meurt le 7 décembre 2014 à Gladbeck, des suites d'un cancer.